# زلیم‌خان (آغ‌استفا)
زلیم‌خان (به لاتین: Zəlimxan) یک منطقه مسکونی در جمهوری آذربایجان است که در شهرستان آغ‌استفا واقع شده است. زلیم‌خان ۱۲۶۹ نفر جمعیت دارد.